# Otto Finke
Otto Finke (24 de Setembro de 1915 - 4 de Outubro de 1943) foi um comandante de U-Boot que serviu na Kriegsmarine durante a Segunda Guerra Mundial.